# Martin Pakledinaz
Martin Pakledinaz (Sterling Heights, 1º settembre 1953 – Manhattan, 8 luglio 2012) è stata una costumista statunitense.

## Biografia
Dopo gli studi alla Wayne State University e all'Università del Michigan, Martin Pakledinaz lavorò stabilmente a New York, curando i costumi per numerosi allestimenti a Broadway e alla Metropolitan Opera House. Per il Met disegnò i costumi di apprezzati allestimenti di Lucia di Lammermoor, Rodelinda ed Iphigénie en Tauride.
Dal 1981 al 2012 creò i costumi di oltre una trentina di musical e opere di prosa a Broadway, tra cui Amleto (1992), Anna Christie con Liam Neeson (1993), A Grand Night for Singing (1993), Hedda Gabler (1994), Il padre (1995), Estate e fumo (1996), Il diario di Anna Frank con Natalie Portman (1997), Kiss Me, Kate con Marin Mazzie (1999), Thoroughly Modern Millie (2002), The Boys from Syracuse (2002), Wonderful Town con Brooke Shields(2003), The Pajama Game con Kelli O'Hara (2006), Grease (2007), Gypsy con Patti LuPone (2008), Spirito allegro con Angela Lansbury e Rupert Everett (2009), Anything Goes con Sutton Foster (2011), The Normal Heart (2011) e Master Class con Tyne Daly (2011).
Per i suoi costumi per Kiss Me, Kate e Thoroughly Modern Millie vinse il Tony Award ai migliori costumi nel 2000 e nel 2003. Morì nel 2012 di un tumore al cervello all'età di cinquantotto anni.